# Ellen Braumüller
Ellen Braumüller (Berlijn, 24 december 1910 - Berlijn, 10 augustus 1991) was een Duitse atlete, die in de 20e eeuw als een van de eerste Duitse vrouwen successen boekte in de internationale atletiek. Ook had ze korte tijd het wereldrecord speerwerpen (oude speer) in handen.

## Loopbaan
De prestatie die Braumüller internationaal het meeste aanzien opleverde, was haar speerworp van 43,49 m tijdens de Olympische Spelen van Los Angeles in 1932, waarmee zij de zilveren medaille veroverde achter de Amerikaanse Mildred (Babe) Didrikson, die 43,68 wierp. Tijdens deze Spelen nam zij bovendien deel aan het hoogspringen, het discuswerpen en de 4 × 100 m estafette, maar op al deze onderdelen viel zij buiten de medailles.
Reeds in 1930 werd zij bij de Vrouwen Wereldspelen in Praag met 198 punten eerste op de driekamp: 100 m, hoogspringen - waarop zij de Nederlandse wereldrecordhoudster Lien Gisolf versloeg – en speerwerpen.
Eenmaal verbeterde Braumüller tijdens haar atletiekloopbaan het wereldrecord speerwerpen: dat was in 1932 met 44,64. Haar record werd zes dagen later al door de Amerikaanse Nan Gindele verbeterd tot 46,745. Viermaal werd Braumüller Duits kampioene op de vijfkamp, eenmaal bij het speer- en eveneens eenmaal bij het discuswerpen.
In haar actieve tijd was ze aangesloten bij OSC Berlin. Ze is de zus van Inge Braumüller, die Duitsland op de Olympische Spelen van 1928 vertegenwoordigde bij het hoogspringen.

## Titels
- Duits kampioene vijfkamp - 1929, 1930, 1931, 1932, 1933
- Duits kampioene speerwerpen - 1931
- Duits kampioene discuswerpen - 1933

## Persoonlijk records
| Onderdeel               | Prestatie | Datum            | Plaats      |
| ----------------------- | --------- | ---------------- | ----------- |
| 100 m                   | 13,1 s    | 1931             |             |
| hoogspringen            | 1,41 m    | 7 augustus 1932  | Los Angeles |
| kogelstoten             | 12,82 m   | 23 augustus 1931 | Hannover    |
| discuswerpen            | 41,80 m   | 15 juni 1933     | Kassel      |
| speerwerpen (oud model) | 44,64 m   | 12 juni 1932     | Berlijn     |

## Wereld- en Europese records
- speerwerpen - 40,27 m (WR,[1] ER,[2] Berlijn, 12 juli 1930)
- speerwerpen - 44,64 m (ER, Berlijn, 12 juni 1932)

## Wereldranglijst
| Jaar | Speerwerpen   | Kogelstoten   | Discuswerpen |
| ---- | ------------- | ------------- | ------------ |
| 1928 | 14e - 33,84 m | 6e - 11,33 m  | X            |
| 1929 | 10e - 35,25 m | 11e - 11,17 m | X            |
| 1930 | 4e - 40,27 m  | 5e 12,26 m    | X            |
| 1931 | 1e - 42,28 m  | 3e 12,82 m    | X            |
| 1932 | 2e - 44,64 m  | 8e 11,96 m    | 7e 40,03 m   |
| 1933 | 4e - 40,87 m  | 11e 12,10 m   | 2e 41,80 m   |
| 1934 | 2e - 43,30 m  | 13e 11,85 m   | 21e 37,56 m  |
| 1935 | 1e - 44,64 m  | X             | X            |
| 1937 | 16e - 40,53 m | X             | 11e 40,26 m  |
| 1940 | 12e - 40,82 m | 25e 11,94 m   | X            |

## Palmares

### driekamp
- 1930:  Vrouwen Wereldspelen - 198 p

### hoogspringen
- 1932: 10e OS - 1,41 m

### speerwerpen
- 1932:  OS - 43,50 m

### discuswerpen
- 1932: 8e OS - 33,15 m

### 4 x 100 m estafette
- 1932: 6e OS - 50,0 s

- Gemeinsame Normdatei: 126230269
- World Athletics: 14558830
- Virtual International Authority File: 60070198
- WorldCat: E39PBJhCHkchT7FqmWck3RYwYP